# Lekkoatletyka na Letnich Igrzyskach Olimpijskich 2004 – bieg na 400 m przez płotki kobiet
Bieg na 400 m przez płotki kobiet – jedna z konkurencji rozgrywanych w ramach lekkoatletyki podczas letnich igrzysk olimpijskich w 2004. Eliminacje odbyły się 21 sierpnia, półfinały miały miejsce 22 sierpnia, finał zaś został rozegrany 25 sierpnia.
Do eliminacji zgłoszone zostały 33 zawodniczki z 25 państw.
Zawody w tej konkurencji wygrała reprezentantka Grecji Fani Chalkia. Drugą pozycję zajęła zawodniczka z Rumunii Ionela Târlea, trzecią zaś reprezentująca Ukrainę Tetiana Tereszczuk-Antipowa.

## Wyniki

### Eliminacje
Bieg 1
| Miejsce | Zawodniczka                 | Państwo   | Wynik |
| ------- | --------------------------- | --------- | ----- |
| 1.      | Julija Pieczonkina          | Rosja     | 53,57 |
| 2.      | Tetiana Tereszczuk-Antipowa | Ukraina   | 54,63 |
| 3.      | Ulrike Urbansky             | Niemcy    | 55,15 |
| 4.      | Monika Niederstätter        | Włochy    | 55,57 |
| 5.      | Cora Olivero                | Hiszpania | 56,19 |
| 6.      | Patrina Allen               | Jamajka   | 56,40 |
| 7.      | Aïssata Soulama             | Birma     | 57,60 |

Bieg 2
| Miejsce | Zawodniczka                 | Państwo           | Wynik |
| ------- | --------------------------- | ----------------- | ----- |
| 1.      | Jana Pittman                | Australia         | 54,83 |
| 2.      | Jekatierina Bikiert         | Rosja             | 54,95 |
| 3.      | Natalja Torszyna-Alimżanowa | Kazachstan        | 55,22 |
| 4.      | Ieva Zunda                  | Łotwa             | 56,21 |
| 5.      | Benedetta Ceccarelli        | Włochy            | 56,28 |
| 6.      | Surita Febbraio             | Południowa Afryka | 56,49 |

Bieg 3
| Miejsce | Zawodniczka             | Państwo           | Wynik   |
| ------- | ----------------------- | ----------------- | ------- |
| 1.      | Ionela Târlea-Manolache | Rumunia           | 54,41   |
| 2.      | Brenda Taylor           | Stany Zjednoczone | 54,72   |
| 3.      | Nezha Bidouane          | Maroko            | 55,69   |
| 4.      | Anna Jesień             | Polska            | 56,03   |
| 5.      | Shevon Stoddart         | Jamajka           | 56,61   |
| 6.      | Klodiana Shala          | Albania           | 1:00,00 |
| –       | Stephanie Kampf         | Niemcy            | DNS     |

Bieg 4
| Miejsce | Zawodniczka              | Państwo           | Wynik |
| ------- | ------------------------ | ----------------- | ----- |
| 1.      | Fani Chalkia             | Grecja            | 53,85 |
| 2.      | Lashinda Demus           | Stany Zjednoczone | 54,66 |
| 3.      | Jekatierina Bachwałowa   | Rosja             | 55,16 |
| 4.      | Debbie-Ann Parris-Thymes | Jamajka           | 55,21 |
| 5.      | Yvonne Harrison          | Portoryko         | 55,84 |
| 6.      | Mame Tacko Diouf         | Senegal           | 57,25 |
| 7.      | Salha Jamal al- Din      | Komory            | 59,72 |

Bieg 5
| Miejsce | Zawodniczka      | Państwo                  | Wynik |
| ------- | ---------------- | ------------------------ | ----- |
| 1.      | Małgorzata Pskit | Polska                   | 54,75 |
| 2.      | Sheena Johnson   | Stany Zjednoczone        | 54,81 |
| 3.      | Huang Xiaoxiao   | Chińska Republika Ludowa | 54,83 |
| 4.      | Andrula Sialu    | Cypr                     | 55,02 |
| 5.      | Daimí Pernía     | Kuba                     | 55,91 |
| 6.      | Andrea Blackett  | Barbados                 | 56,49 |
| 7.      | Galina Piedan    | Kirgistan                | 59,02 |

### Półfinały
Bieg 1
| Miejsce | Zawodniczka                 | Państwo           | Wynik   |
| ------- | --------------------------- | ----------------- | ------- |
| 1.      | Julija Pieczonkina          | Rosja             | 53,31   |
| 2.      | Jana Pittman                | Australia         | 54,05   |
| 3.      | Sheena Johnson              | Stany Zjednoczone | 54,32   |
| 4.      | Brenda Taylor               | Stany Zjednoczone | 55,02   |
| 5.      | Natalja Torszyna-Alimżanowa | Kazachstan        | 55,08   |
| 6.      | Małgorzata Pskit            | Polska            | 55,24   |
| 7.      | Ulrike Urbansky             | Niemcy            | 56,44   |
| 8.      | Andrula Sialu               | Cypr              | 1:05,72 |

Bieg 2
| Miejsce | Zawodniczka                 | Państwo                  | Wynik |
| ------- | --------------------------- | ------------------------ | ----- |
| 1.      | Fani Chalkia                | Grecja                   | 52,77 |
| 2.      | Ionela Târlea-Manolache     | Rumunia                  | 53,32 |
| 3.      | Tetiana Tereszczuk-Antipowa | Ukraina                  | 53,37 |
| 4.      | Jekatierina Bikiert         | Rosja                    | 53,79 |
| 5.      | Lashinda Demus              | Stany Zjednoczone        | 54,32 |
| 6.      | Jekatierina Bachwałowa      | Rosja                    | 54,98 |
| 7.      | Debbie-Ann Parris-Thymes    | Jamajka                  | 54,99 |
| 8.      | Huang Xiaoxiao              | Chińska Republika Ludowa | 55,53 |

### Finał
| Miejsce | Zawodniczka                 | Państwo           | Wynik |
| ------- | --------------------------- | ----------------- | ----- |
| 01 !    | Fani Chalkia                | Grecja            | 52,82 |
| 02 !    | Ionela Târlea-Manolache     | Rumunia           | 53,38 |
| 03 !    | Tetiana Tereszczuk-Antipowa | Ukraina           | 53,44 |
| 4.      | Sheena Johnson              | Stany Zjednoczone | 53,83 |
| 5.      | Jana Pittman                | Australia         | 53,92 |
| 6.      | Jekatierina Bikiert         | Rosja             | 54,18 |
| 7.      | Brenda Taylor               | Stany Zjednoczone | 54,97 |
| 8.      | Julija Pieczonkina          | Rosja             | 55,79 |